# Northern Gilbert Islands
Northern Gilbert Islands är öar i Kiribati.   De ligger i ögruppen Gilbertöarna, i den norra delen av landet, 220 km norr om huvudstaden Tarawa.